# تپه دم دره بلوران
تپه دم دره بلوران در شهرستان کوهدشت، بخش مرکزی، روستای بلوران واقع شده و این اثر در تاریخ ۱۷ اسفند ۱۳۸۱ با شمارهٔ ثبت ۷۹۶۵ به‌عنوان یکی از آثار ملی ایران به ثبت رسیده‌است.